# Сакатани, Ёсиро
Ёсиро Сакатани (яп. 阪谷芳郎, 5 марта 1863, Бисэй, префектура Окаяма, Япония — 14 ноября 1941) — японский государственный деятель, министр финансов Японии (1906—1908).

## Биография
Окончил политологический факультет Токийского университета. Затем поступил на работу в министерство финансов. Отвечал за вопросы финансирования вооруженных сил в годы японо-китайская войны (1894—1895).
1906—1908 гг. — министр финансов Японии,
1912—1915 гг. — мэр Токио. На этой должности внес значительный вклад в технологическое развитие, строительство стадиона Мэйдзи Дзингу, начало строительства храма Ноги.
В 1907 г. ему был присвоен титул барона.
В январе 1917 г. был избран в Палату пэров Японии, оставаясь в её составе до своей смерти.
В апреле 1941 г, он сыграл важную роль в проведении юбилейных мероприятий по случаю 2600-летия императорской власти в Японии.
Также занимал пост президента Университета Сену. Возглавлял попечительские советы многих компаний, школ, организаций и предприятий. Участвовал в создании японской Ассоциации в поддержку Лиги Наций.

## Награды и звания
- Орден Священного сокровища ордена Восходящего солнца (1985),
- Орден Цветов павловнии ордена Восходящего солнца (1906),
- Медаль «За победу в Первой мировой войне» (1915).